# Ginette Mazel
Geneviève Marthe Marie-Louise Mazel, detta Ginette (Rodez, 1º febbraio 1935 – Narbona, 19 aprile 2004), è stata una cestista francese.

## Carriera
Con la Francia ha disputato i Campionati mondiali del 1964 e quattro edizioni dei Campionati europei (1954, 1956, 1958, 1962).